# Iglesia de Santo Domingo (Cochabamba)
La Iglesia y Convento de Santo Domingo de Cochabamba se encuentra en la Avenida Ayacucho esquina Calle Santivañez de la ciudad de Cochabamba - Bolivia. Está construido en piedra y barro. La parroquia de Santo Domingo fue fundada en 1612. Fue edificada en 1632 como una pequeña capilla. En 1641 se edificó con una sola nave y con techo de dos aguas. La actual estructura fue construida entre 1778 y 1794.

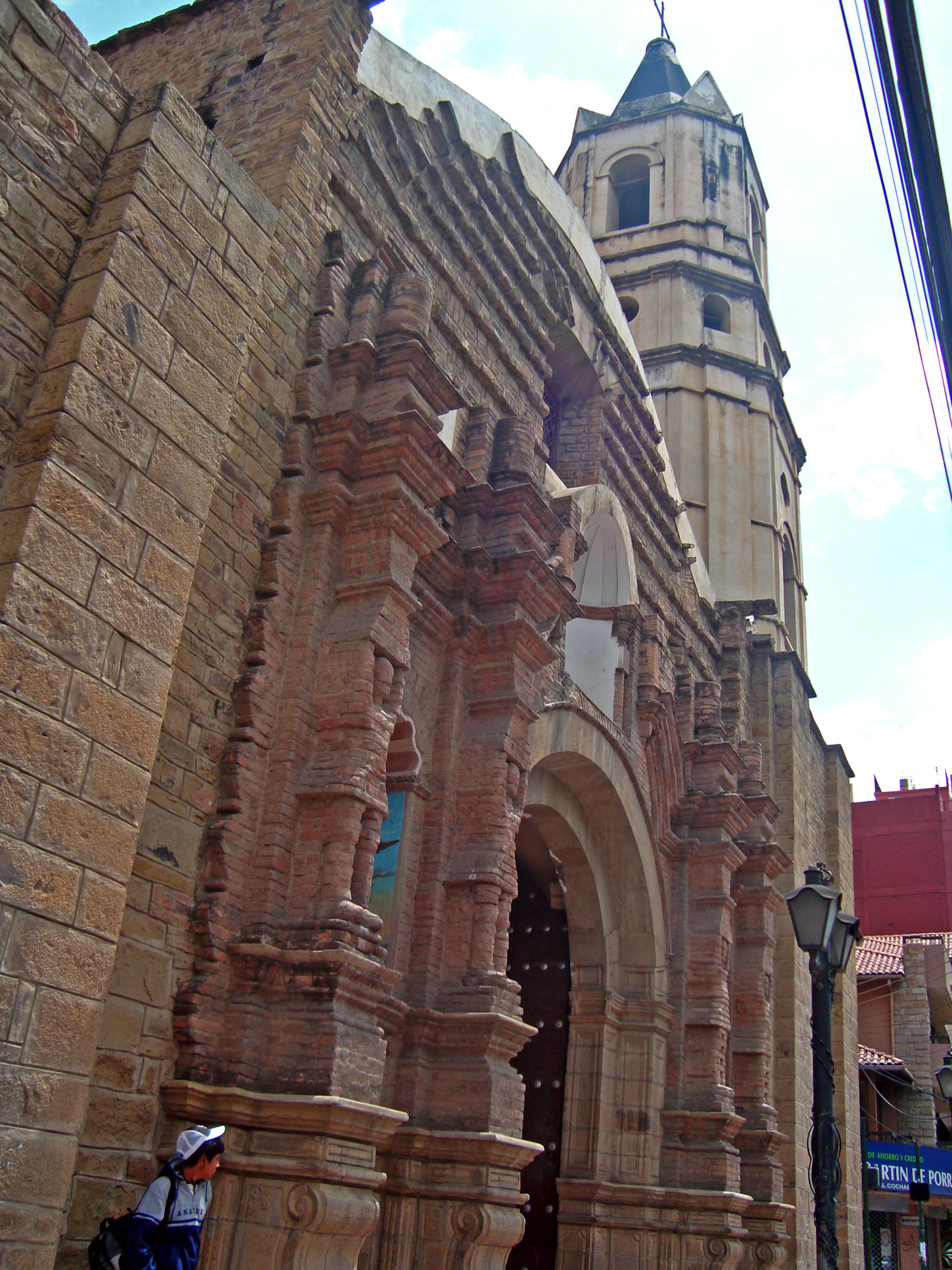
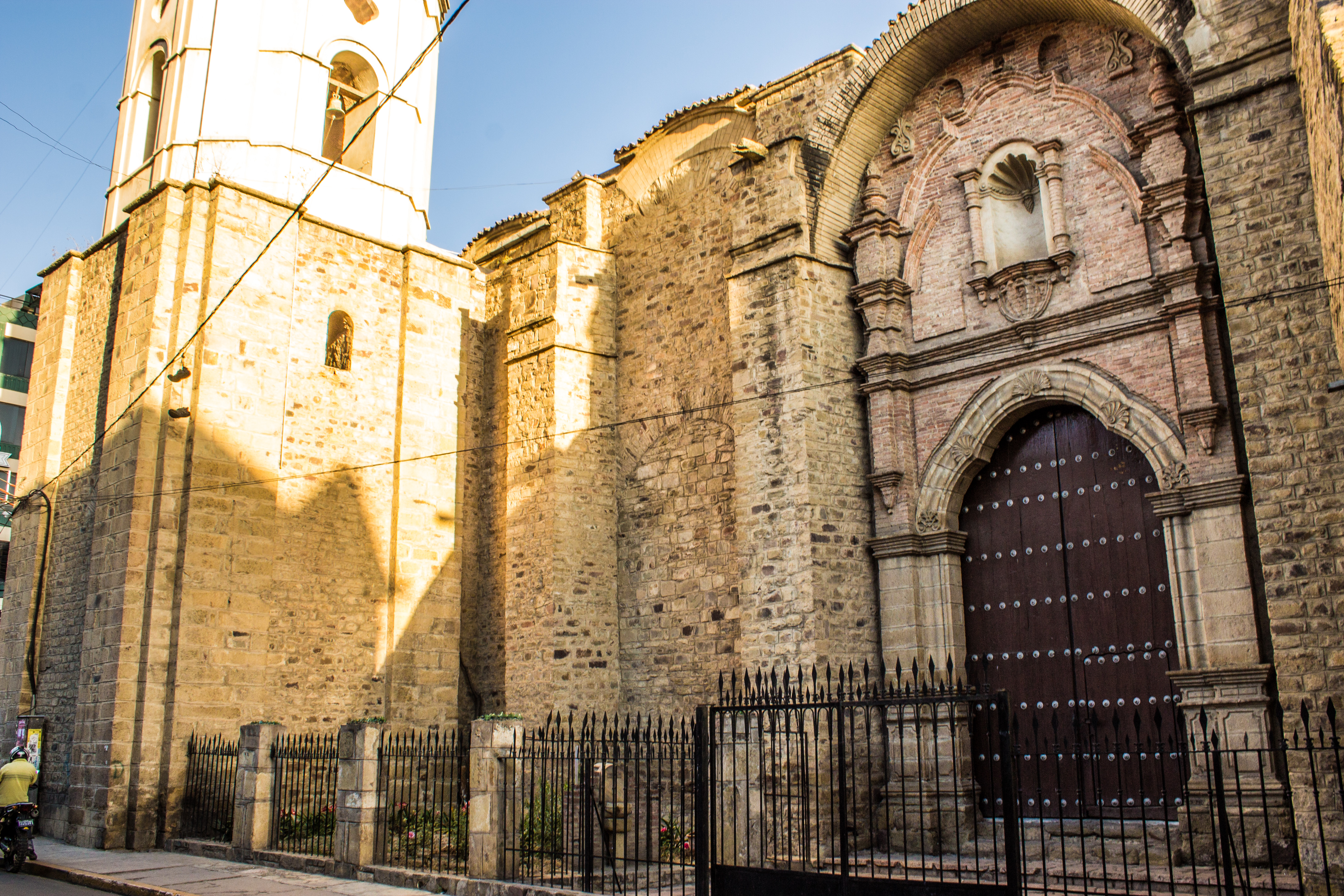
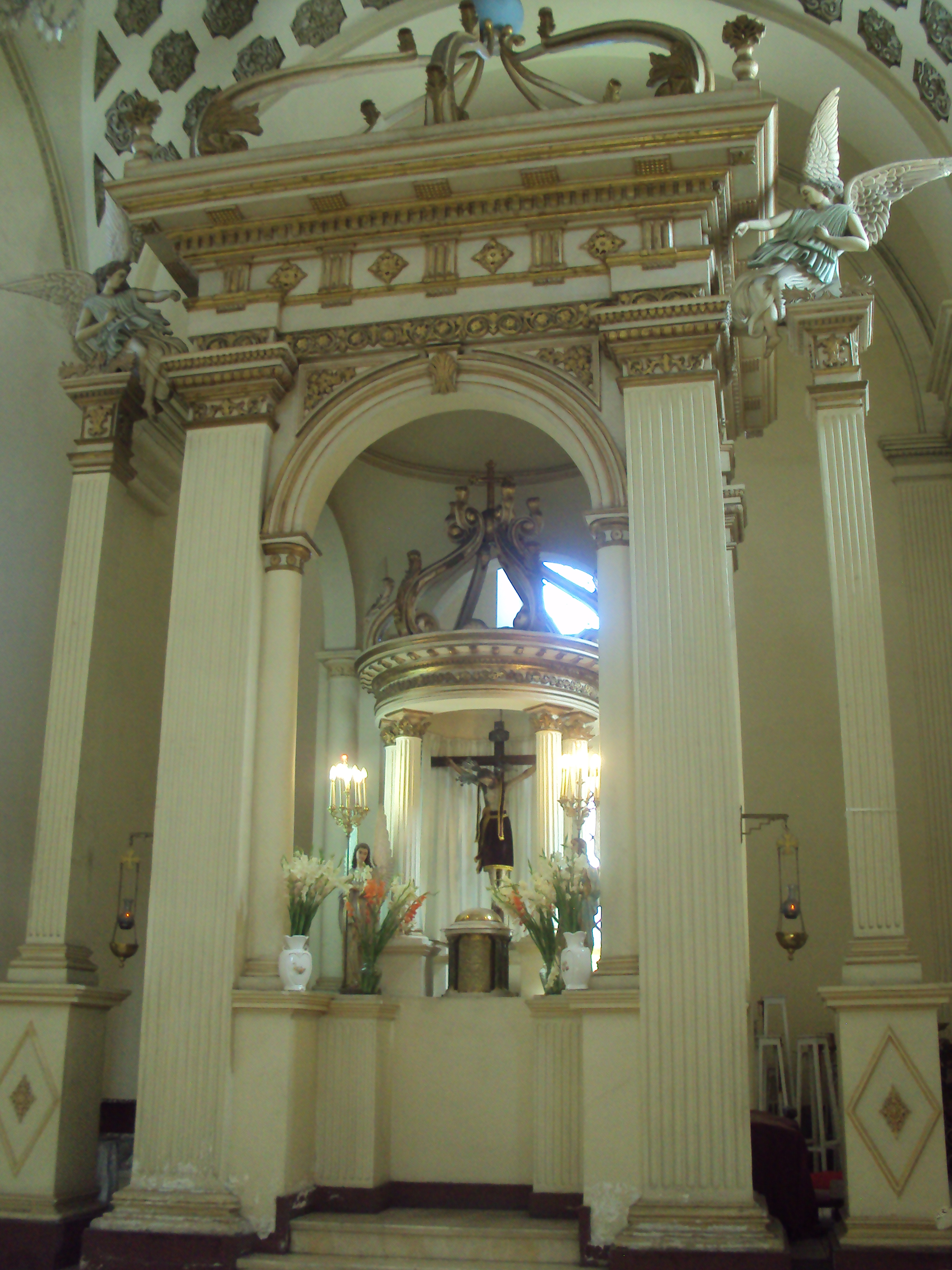